# Hạc vĩ
Hạc vĩ hay ngọc lan, thạch hộc không lá, lan hoàng thảo hạc vĩ, vô diệp thạch hộc (danh pháp hai phần: (Dendrobium aphyllum) là một loài lan trong chi Lan hoàng thảo.
Cây phân bố từ Nam Á đến Đông Nam Á. Tại Việt Nam, cây có mặt ở các khu vực: Khánh Hòa, Lâm Đồng và miền Nam Việt Nam.